# 9241 Rosfranklin
9241 Rosfranklin è un asteroide della fascia principale. Scoperto nel 1997, presenta un'orbita caratterizzata da un semiasse maggiore pari a 3,0526422 UA e da un'eccentricità di 0,1266053, inclinata di 12,41078° rispetto all'eclittica.